# Mona von Bismarck
Mona von Bismarck (également connue sous le nom de Mona Bismarck), née Margaret Edmona Travis Strader le 5 février 1897 à Louisville (Kentucky) et morte le 10 juillet 1983 à Paris, est une socialite américaine, icône de la mode et membre de la Café society. En tant que philanthrope et mécène, elle a fondé le Mona Bismarck American Center à Paris.
Mona von Bismarck porte le nom du quatrième de ses cinq maris, le comte « Édouard » von Bismarck, petit-fils du chancelier Otto von Bismarck. Elle est parfois  surnommée la « Comtesse du Kentucky ». Dans le domaine de l'histoire de l'art, elle est connue comme « Mme Harrison Williams », du nom de son troisième époux, en raison du portrait que Salvador Dalí a fait d'elle sous ce titre en 1943.
Mona von Bismarck s'est mariée cinq fois : avec Henry J. Schlesinger (1917–1920), James Irving Bush (1921–1925), Harrison Williams (1926–1953), Albrecht Edzard Heinrich Karl (« Édouard ») von Bismarck-Schönhausen (1955–1970) et Umberto de Martini (1971–1979).

## Biographie
Margaret Edmona Travis Strader est la fille de Robert Sims Strader et de sa femme, née Birdie Bell O'Shockeny. Ses parents ayant divorcé en 1902, elle est élevée, avec son frère, par sa grand-mère paternelle à Lexington (Kentucky). 
En 1917, elle épouse Henry J. Schlesinger, son aîné de 18 ans, avec qui elle va vivre à Milwaukee et dont elle a un fils : Robert Henry, son unique enfant, qui épousera Frederica Barker, sœur de l'acteur Lex Barker. Après avoir divorcé en 1920, Mona se remarie avec le banquier James Irving Bush, qui a 14 ans de plus qu'elle et dont elle divorce à Paris en 1925.
En 1926, Mona ouvre à New York une boutique de mode avec son amie Laura Merriam Curtis. Celle-ci est alors fiancée à Harrison Williams) (en), l'un des hommes les plus riches des États-Unis ; on le surnomme le « roi des entreprises de services publics ». Mona l'épouse en juillet 1926. Il a 24 ans de plus qu'elle. Leur voyage de noces est un tour du monde à bord du Warrior, qui appartient à Williams et passe pour être le plus grand et le plus somptueux bateau de plaisance qui soit.
Williams achète à l'angle de la 94e Rue et de la Cinquième Avenue un hôtel particulier conçu par Delano & Aldrich (en) en 1915 pour le banquier Willard Straight (en). Mona fait décorer la demeure par Syrie Maugham, la femme de Somerset Maugham. Ils possèdent également une propriété à Bayville, sur Long Island, une maison dans North Ocean Avenue à Palm Beach et la villa Il Fortino à Capri.
Mona ne tarde pas à acquérir une réputation d'élégance et se voit sacrée en 1933 la « femme la plus élégante du monde » par des sommités de la mode comme Edward Molyneux, Coco Chanel, Madeleine Vionnet, Lucien Lelong et Jeanne Lanvin, ce qui fait d'elle la première Américaine à recevoir un tel titre. (Elle sera suivie par Wallis Simpson et Elsie de Wolfe.) Son style est célébré dans une chanson de Cole Porter et sa beauté fascine des artistes tels que Leonor Fini, Bernard Boutet de Monvel ainsi que les photographes Cecil Beaton, Edward Steichen et Horst P. Horst. En 1943, Salvador Dalí réalise son portrait (qui restera propriété de la fondation Mona Bismarck jusqu'en février 2013, avant sa mise en vente par Sotheby's à Londres). Son cercle d'amis comprend des hommes d’État comme les présidents Roosevelt et Eisenhower, de même que le duc de Windsor et Grace de Monaco. Il comprend également nombre d’écrivains et d’artistes tels que Greta Garbo, Cristobal Balenciaga, Hubert de Givenchy, Tennessee Williams, Truman Capote, Paul Newman et Erich Maria Remarque.
Harrison Williams meurt en 1953 et en 1955 Mona épouse son ami de toujours, le comte Édouard von Bismarck (1903-1970), fils de Herbert von Bismarck et petit-fils du chancelier Otto von Bismarck. Elle devient la comtesse Mona von Bismarck. Le couple vit essentiellement à Paris (dans leur appartement à l'hôtel Lambert et plus tard dans l’hôtel particulier du 34, avenue de New-York) et à Capri. Un an après la mort de son quatrième mari, Mona von Bismarck épouse le médecin de celui-ci, Umberto de Martini, qui a 14 ans de moins qu'elle.

## Succession
Après sa mort en 1983 à Paris, la plus grande partie de sa succession sert à créer The Mona Bismarck Foundation, qui deviendra plus tard le Mona Bismarck American Center, situé au 34, avenue de New-York.
Conformément à son testament, les cendres de Mona ainsi que celles de Harrison Williams et d'Édouard von Bismarck reposent ensemble dans le domaine de Long Island, transformé en parc municipal.